# Luciano De Paolis
Luciano De Paolis (* 14. Juni 1941 in Rom) ist ein ehemaliger italienischer Bobsportler und zweifacher Olympiasieger.
Bei den Olympischen Winterspielen 1968 in Grenoble gewann er als Sportsoldat der italienischen Luftwaffe mit Steuermann Eugenio Monti sowohl im Zweierbob wie auch im Viererbob die Goldmedaille. Er nahm auch vier Jahre später an den Spielen in Sapporo teil. Mit der zweiten Mannschaft von Italien erreichte er Platz 8.
An den Bobweltmeisterschaften gewann De Paolis 1970 in St. Moritz die Goldmedaille im Viererbob.